# 大地恩情 (歌曲)
《大地恩情》是1980年麗的電視劇《大地恩情》主題曲，由黎小田作曲、奧金寶編曲、盧國沾填詞、關正傑主唱，是一首懷鄉歌。同年收錄於關正傑的專輯《大地恩情》中。张学友也因翻唱此曲而贏得1984年第一屆全港十八區業餘歌唱比賽冠軍，繼而以歌手出道。

## 背景
詞評人黃志華分析旋律結構、黎小田當年的相關文章、劇集片頭後推斷：最初的電視版是先有歌詞後譜曲（只有三段），「人於天地中……當日抑憤鬱心間」數句是後來灌錄專輯時才補上的。
盧國沾曾說詞雖然是為劇而寫，但也融入了自身的經歷：兒時被迫離開故鄉潮連，當時不知道將與母親分別數十載，一聲道別也沒說過。歸期難卜，多年來為此怨嘆不已。

## 音樂特色
黎小田曾自述此曲的寫作手法：引子以男低音合唱和較重的敲擊節奏營造壓迫的氣氛和模擬海外華工勞動時的呻吟；進入主唱部分，則採用「很單純的節奏」，跟歌詞一樣，是低調的鋪墊，並以小調寫成；接著配合詞中人回鄉的希盼，調性轉為大調，旋律色彩由沉鬱轉為溫馨；最後用強而有力的三連音帶起全曲的高潮，形容華工最終從海外歸來。後來受訪時又表示「最後和弦的處理是對未來充滿希望」。

## 評價
詞評人朱耀偉認為此詞「結合了人生變幻的唏噓和暮年懷鄉的悲嘆」，有杜甫《登高》之意。
黃志華認為盧國沾運用了多種對比，如「天地之大」與「人之渺小」、「千千萬萬」與「一」、「希望」與「現實」，突顯離鄉別井者的孤苦凄涼。
林夕曾評盧國沾的筆觸不斷游走於「個人」與「大地」、「過去」與「現在」之間，「時空交替靈活」，尤其欣賞最後二句；並認為整體構篇「跳躍卻不失有機性」，「有句有篇」，屬其代表作。朱耀偉補充道此詞是盧國沾「棄車保帥法」的範例，即把警句「但我鬢上已斑斑」留到最後才出現，把詞境推到高峰。